# Bo Carpelan
Bo Gustaf Bertelsson Carpelan, né le 25 octobre 1926 à Helsinki en Finlande et mort le 11 février 2011 à Espoo, est un poète et écrivain finlandais d'expression suédoise,,.

## Biographie
Bo Carpelan est le fils de d'Ebba Adele Lindhal et de Bertel Gustaf Carpelan, descendant d'une des plus anciennes familles nobles de Finlande : les Carpelan.
Il suit ses études au Lycée normal suédois puis à l'Université d'Helsinki (études de lettres, philosophie, psychologie et histoire), où il obtient sa licence en 1948 puis sa maîtrise en 1951. 
En 1960 il soutient sa thèse consacrée au dadaïste Gunnar Björling.
Parallèlement à ses études il travaille à la Librairie Académique puis à la Bibliothèque de la rue Rikhardinkatu.
De 1949 à 1964, Carpelan est critique littéraire au Hufvudstadsbladet, principal journal suédophone d'Helsinki.
En 1954, il épouse Barbro Eriksson, dont il aura un fils Anders en 1957 et une fille Johanna en 1961.
La famille vit à Espoo, dans le quartier de Tapiola.
De 1964 à 1980, il est directeur-adjoint de la Bibliothèque municipale d'Helsinki.
En 1980, Urho Kekkonen le fait Konstnär professor (professor artium), il quitte alors son poste pour se consacrer pleinement à l'écriture.
En 1986, son roman Axel lui donne une renommée internationale. On le considère dès lors comme le principal poète et écrivain finlandais d'expression suédoise.
Il meurt le 11 février 2011 à 84 ans.

## Œuvres
L'ensemble des ouvrages de Carpelan sont publiés par l'éditeur Schildts Förlags Ab, Helsinki.

### Poésie
recueils
- 1946 – Som en dunkel värme (Telle une sombre chaleur)
- 1947 – Du mörka överlevande
- 1950 – Variationer
- 1951 – Minus sju (Moins sept), poèmes en proses
- 1954 – Objekt för ord
- 1957 – Landskapets förvandlingar (Transformations du paysage)
- 1961 – Den svala dagen (Le jour frais)
- 1966 – 73 dikter (73 poèmes)
- 1969 – Gården (La Cour)
- 1973 – Källan (La Source)
- 1976 – I de mörka rummen, i de ljusa (Dans les pièves obscures, dans les claires)
- 1983 – Dagen vänder (Le jour cède)
- 1984 – Marginalia till grekisk och romersk diktning (Annotations marginales à la poésie grecques et latines)
- 1989 – År som löv (Les années, telles des feuilles)
- 1995 – I det sedda
- 1999 – Namnet på tavlan Klee målade (Le Nom du tableau peint par Klee), poèmes en prose
- 2001 – Ögonblickets tusen årstider (Les mille saisons de l'instant)
- 2003 – Diktamina (Dictées)
- 2006 – Staden, dikter och bilder från Helsingfors (Ville), poèmes en regard des photographies de Pentti Sammallahti
- 2007 – Nya dikter (Nouveaux poèmes)
- 2008 – Barndom (Enfance)
- 2010 – Gramina
- 2011 – Blad ur höstens arkiv

anthologies
- 1980 – Dikter från 30 år (Poèmes de 30 ans)
- 1996 – Novembercredo. Dikter i urval 1946–1996 (Credo de Novembre)

### Romans
- 1971 – Rösterna i den sena timmen
- 1975 – Din gestalt bakom dörren
- 1977 – Vandrande skugga, en småstadsberättelse
- 1979 – Jag minns att jag drömde
- 1986 – Armbandsuret
- 1986 – Axel
- 1993 – Urwind (Le Vent des Origines)
- 1997 – Benjamins bok
- 2005 – Berg (Château)

### Livres pour enfants
- 1959 – Anders på ön (ill. de Ilon Wikland)
- 1962 – Anders i stan (ill. de Ilon Wikland)
- 1968 – Bågen, berättelsen om en sommar som var annorlunda
- 1973 – Paradiset, berättelsen om Marvins och Johans vänskap
- 1982 – Julius Blom – Ett huvud för sig
- 1988 – Måla himlen. Vers för små och stora (ill. de Tord Nygren)
- 1990 – Marvins bok

### Autres ouvrages
- 1988 – Det sjungande trädet, L'arbre chantant, livret de l'opéra d'Erik Bergman

## Traductions françaises
par ordre chronologique de parution : 

### poésie
- Vivre en dépit des jours : trois poètes du Nord : Bo Carpelan, Georg Johannesen, Lars Norén (trad. Lucie Albertini et Carl-Gustaf Bjurström), Paris, F. Maspero, 1977, contient des extraits du recueil La Cour (1969).
- 73 [Soixante-treize] poèmes (trad. Lucie Albertini et Carl-Gustaf Bjurström), Paris, Obsidiane, 1984, 93 p.
- (fr + sv) Le jour cède, suivi de Bilan poétique intermédiaire (trad. C. G. Bjurström et Lucie Albertini), Éditions Arfuyen, 1996
- La cour (trad. Pierre Grouix), Saint-Pierre-la-Vieille, Atelier la Feugraie, 2000, 89 p.
- La source (trad. Pierre Grouix, Gunilla von Malmborg...), Cordes-sur-Ciel, R. de Surtis, 2002, 73 p.
- Dans les pièces obscures, dans les claires (trad. Pierre Grouix, préf. Judith Chavanne), Saint-Pierre-la-Vieille, Atelier la Feugraie, 2003, 91 p.
- L'année, telle une feuille (trad. Pierre Grouix), Montpellier, Éd. Grèges, 2004, 75 p.
- 73 poèmes (trad. Pierre Grouix), Cordes-sur-Ciel, R. de Surtis, 2005, 88 p.
- Telle une sombre chaleur (trad. Philippe Bouquet, Pierre Grouix), Rafael de Surtis, 2006, 61 p. (ISBN 978-2-84672-071-7)
- Le Jour frais (trad. Pierre Grouix), Cordes-sur-Ciel, R. de Surtis, 2006, 61 p.
- (fr + sv) Dehors (Diktamina), suivi de Credo de novembre (trad. du suédois par Pierre Grouix), Paris, Éditions Arfuyen, 2007, 162 p. (ISBN 978-2-84590-102-5).
- Le titre du tableau peint par Klee : poèmes en prose (trad. Pierre Grouix), Montpellier, Éd. Grèges, 2007, 111 p.
- Ombre Sombre, Galaade, 2011 (ISBN 978-2-35176-033-8 et 2-35176-033-6).

### romans
- Axel (trad. Lucie Albertini et Carl-Gustaf Bjurström), Paris, Gallimard, 1990.
- Le Vent des Origines (trad. Lucie Albertini et Carl-Gustaf Bjurström), Paris, Gallimard, 1998.

## Prix et distinctions
- Prix Tollander, 1958
- Prix national de littérature, 1969, 1972, 1987 et 1989
- Prix Finlande de l'Académie suédoise 1971
- Grand prix de littérature du Conseil nordique, 1977
- Médaille Pro Finlandia, 1978
- Prix Nils Ferlin,  1981
- (international) « Honour List » 1984[8] de l' IBBY, catégorie Auteur, pour Julius Blom – Ett huvud för sig
- Prix d'État de la traduction, 1986
- Prix Finlandia, 1993 et 2005
- Poeta Finlandiae, 1993
- Prix de l'ours dansant, 1996
- Prix nordique de l'Académie suédoise, 1997
- Prix Pilot, 1998
- Prix Européen de Littérature, 2007[9]